# Петар Васиљевић
Петар Васиљевић (Београд, 3. новембар 1970) бивши је југословенски и српски фудбалер.

## Каријера
Рођен је 3. новембра 1970. године у Београду. Фудбалску каријеру је започео у београдском Партизану. Играо је на позицији штопера. Био је важан део састава Партизана који је освојио два државна првенства и исто толико трофеја у купу. Остао је упамћен по голу из даљине у 90. минуту, када је Партизан победио Црвену звезду резултатом 3:1 и пласирао се у финале  Купа СР Југославије 1994. године. У лето 1994. преселио се у Шпанију где је остао наредних шест година. Играо је за Осасуну у два наврата и за Албасете.
Са Албасетеом је играо једну сезону у Ла Лиги 1995/96, али је клуб испао из највишег ранга такмичења. Након тога, од 2000. године играо је за Рот Вајс Ален у Немачкој. Једну сезону играо је за Обилић, а касније се вратио у Осасуну где је био тренер у омладинском тиму, а потом и спортски директор.
Дана 5. јануара 2017. године Васиљевић је постао први тренер Осасуне након што је заменио на клупи отпуштеног Хоакина Капароса.

## Успеси
- Партизан
  - Првенство СР Југославије: 1992/93, 1993/94.
  - Куп СР Југославије: 1991/92, 1993/94.

## Статистика
Ажурирано 2. март 2020.
| Тим     | Од              | До           | Статистика | Статистика | Статистика | Статистика | Статистика | реф   |
| Тим     | Од              | До           | О          | П          | Н          | И          | Про %      | реф   |
| ------- | --------------- | ------------ | ---------- | ---------- | ---------- | ---------- | ---------- | ----- |
| Осасуна | 5. јануар 2017. | 7. јун 2017. | 23         | 3          | 7          | 13         | 13.04      | [ 8 ] |
| Укупно  | Укупно          | Укупно       | 23         | 3          | 7          | 13         | 13.04      | —     |